# Violante de Cysneiros
Violante de Cysneiros foi um pseudónimo do poeta Côrtes-Rodrigues.
Na primeira edição da Revista Orpheu aparecem vários textos de sua autoria.

## Origem do nome
Fernando Pessoa recomendou ao poeta Côrtes-Rodrigues a "duplicação da personalidade", sugerindo a este que arranjasse um pseudónimo de mulher. Foi ele que escolheu o nome de Violante de Cysneiros.